# Carter Center

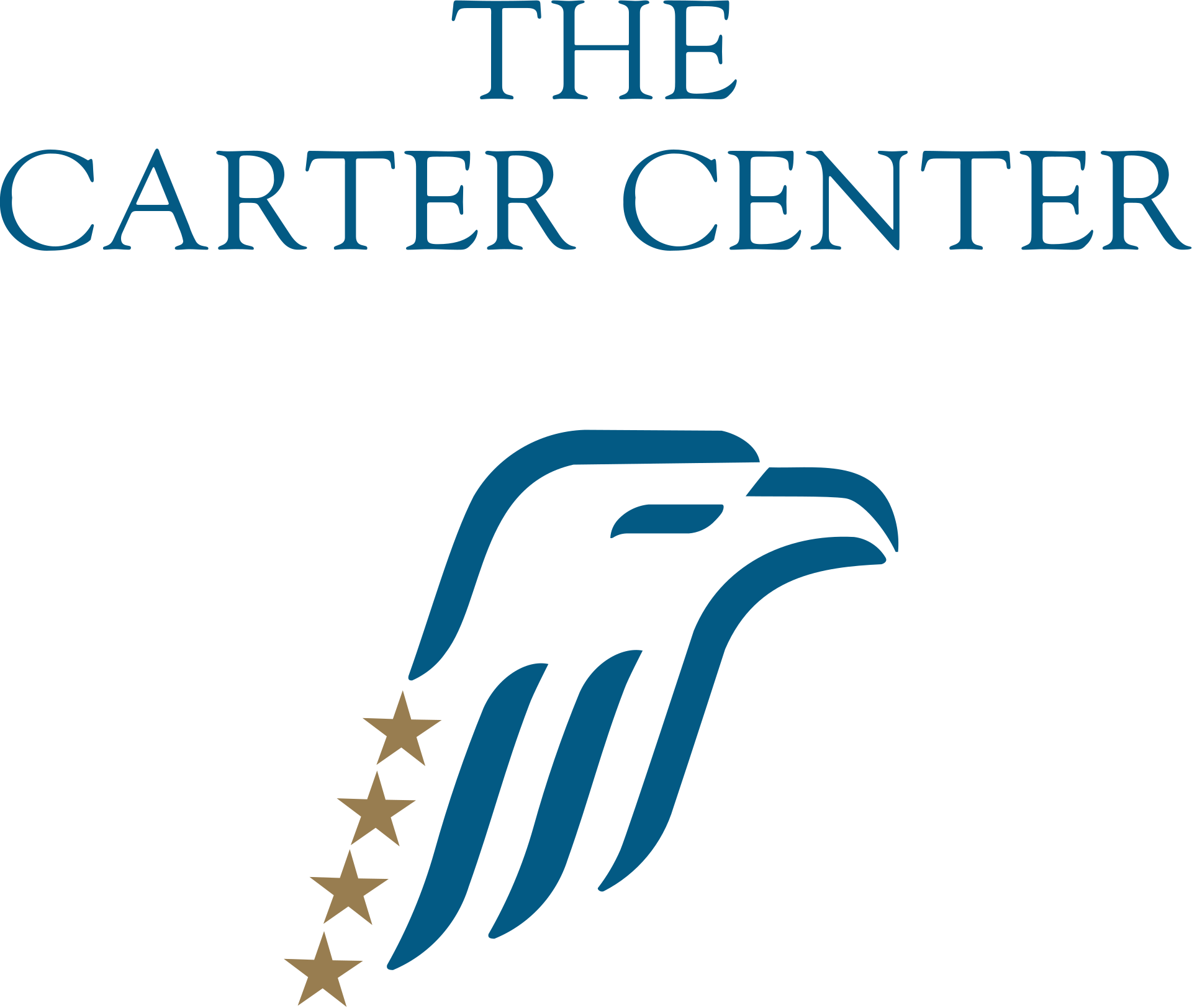
Logo des Carter-Centers

Das Carter Center ist eine 1982 vom ehemaligen US-Präsidenten Jimmy Carter und seiner Ehefrau Rosalynn Carter gegründete Non-Profit-Organisation. Gemeinsam mit dem Jimmy Carter Library and Museum bildet es das Carter Presidential Center. 
In Partnerschaft mit der Emory-Universität ist es in der Verbreitung der Menschenrechte und dem Lindern unnötiger menschlicher Leiden engagiert.
Die in Atlanta ansässige Organisation half bisher, die Lebensqualität von den Bewohnern in über 65 Ländern zu verbessern. 2002 bekam Carter den Friedensnobelpreis „für seinen jahrzehntelangen, unermüdlichen Aufwand zum Finden friedlicher Lösungen von internationalen Konflikten, für die Verbreitung von Demokratie und Menschenrechten und dem Vorantreiben von ökonomischer und sozialer Entwicklung“.

## Leitsätze des Centers
1. Das Zentrum legt Wert auf Aktionen und Ergebnisse. Basierend auf sorgfältiger Forschung und Untersuchung ist es zum Setzen von rechtzeitigen Aktionen in wichtigen und dringlichen Angelegenheiten vorbereitet.
2. Das Zentrum dupliziert den Aufwand anderer nicht.
3. Das Zentrum behandelt schwierige Probleme und erkennt die Möglichkeit des Scheiterns als akzeptables Risiko an.
4. Das Zentrum ist unabhängig und handelt neutral beim Debattieren von Lösungsaktivitäten.
5. Das Zentrum glaubt an die Fähigkeit der Menschen, ihr Leben zu verbessern, wenn sie mit den nötigen Fähigkeiten, Wissen und Zugang zu Ressourcen ausgestattet werden.

## Arbeitsbereiche
Das Carter Center arbeitet mit sowohl privaten als auch öffentlichen Organisationen beim Ausführen ihrer Missionen zusammen. Die einzelnen Arbeitsbereiche sind:
- Internationale Wahlbeobachtung

Das Carter Center sandte unter anderem Beobachter zu den Wahlen:
- 15. August 2004: Venezuela, Referendum über den Verbleib von Hugo Chávez im Präsidentenamt
- 15. Mai 2005: Äthiopien, allgemeine Wahlen

- Maßnahmen zur Reduktion des Stigmas von geistigen Krankheiten
- Verbreitung von Demokratie und Menschenrechten

Das Carter Center widmet sich der Stärkung nationaler, regionaler und internationaler Systeme, die der Demokratie und den Menschenrechten gewidmet sind.
- Programme zur Ausrottung von Krankheiten in Entwicklungsländern

Das Carter Center widmet sich dem Leiten von Programmen zum Ausrotten von in Lateinamerika und/oder Afrika vorkommenden Krankheiten (z. B. Medinawurm).

## Kritik
Bezüglich des Referendums über den Verbleib von Hugo Chávez im Präsidentenamt im Jahr 2004 kritisierte der als ultrarechts eingestufte US-amerikanische Think Tank Center for Security Policy, dass „die nahezu bedingungslose Unterstützung“ des Centers die mit „Vergehen/Verfälschungen gefüllte Abstimmung zum Erreichen des Wahlsieges“ legitimiert habe und daher dessen „fortgesetzte internationale Arbeit zum Beglaubigen von Wahlergebnissen wesentliche politische Legitimierung von antidemokratischen Kräften in der Region [Venezuela] geboten hat“.